# Бейсайд (станция)
Бейсайд — железнодорожная станция, открытая 11 июня 1973 года и обеспечивающая транспортной связью одноимённый пригород Дублина в графстве Фингал, Республика Ирландия. Платформа станции островного типа доступна через подземные переходы.